# Cus D'Amato

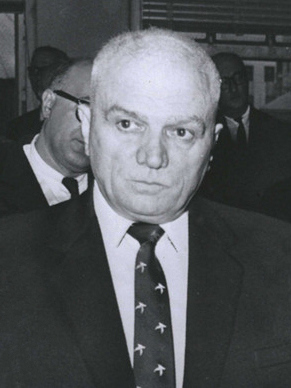
Cus D'Amato in 1959

Constantine 'Cus' D'Amato (New York, 17 januari 1908 – aldaar, 4 november 1985) was een Amerikaanse boksmanager en -trainer die onder andere werkte met Floyd Patterson, José Torres en Mike Tyson.

## Biografie
Toen D'Amato 22 jaar oud was, opende hij het Empire Sporting Club samen met Jack Barrow. D'Amato woonde in zijn sportschool en zat al jaren te wachten op een kampioen. Hij zag veel talent in Rocky Graziano maar die koos voor een andere manager. Onder D'Amato's hoede veroverde Floyd Patterson de olympische gouden medaille in de middengewichtsklasse tijdens de Olympische Spelen van 1952 te Helsinki. Na Patterson nog een tijdje te hebben begeleid gingen ze uit elkaar nadat Patterson verloor van Sonny Liston.

### Periode Mike Tyson
Na Patterson en later José Torres werkte D'Amato in relatieve onbekendheid. Hij verhuisde naar Catskill, New York, waar hij een fitnessruimte opende. Daar ontmoette en trainde hij de toekomstige wereldkampioen zwaargewichten Mike Tyson. Op 18-jarige leeftijd maakte Tyson zijn debuut in het profboksen en leverde meteen zijn visitekaartje af: in maart 1985 werd Hector Mercedes door de zeer gedreven en agressieve Tyson in de eerste ronde knock-out geslagen. Meteen na deze overwinning stelden Tyson en D'Amato de titel bij de zwaargewichten als doel. Na de overwinning op Mercedes volgden er 14 overwinningen, allemaal op knock-out; Tyson bleef in zijn eerste jaar als prof ongeslagen. In 1985 overleed D'Amato, tot groot verdriet van Tyson. Beelden van D'Amato zijn te zien in Tyson, een documentaire uitgebracht in 2008. Tyson noemt D'Amato er de vaderfiguur in zijn leven.

## Eerbetoon
In 1993 werd de straat waar D'Amato's Gramercy Gym was gevestigd, naar hem vernoemd: de "Cus D'Amato Way".